# 강릉대도호부 관아
강릉대도호부 관아(江陵大都護府 官衙)는 대한민국 강원특별자치도 강릉시에 있는 고려시대부터 조선시대에 걸쳐 중앙의 관리들이 강릉에 내려오면 머물던 건물터이다. 1994년 7월 11일 대한민국의 사적 제388호로 지정되었다.

## 개요
고려시대부터 조선시대에 걸쳐 중앙의 관리들이 강릉에 내려오면 머물던 건물터이다.
조선시대 기록을 보면 고려 태조 19년(936)에 세워져, 83칸의 건물이 있었으나 지금은 객사문(국보 제51호)만 남아 있다. 객사문은 고려시대 건축물 가운데 현재까지 남아있는 몇 안되는 건물 가운데 하나로, 공민왕이 쓴 ‘임영관’이란 현판이 걸려 있다.
1993년에 강릉 시청 건물을 지을 계획으로 발굴 조사를 실시한 결과, 고려·조선에 이르기까지 관아 성격의 건물터 연구에 중요한 자료를 얻을 수 있는 자리임을 알게 되었다. 또한 조선시대 『임영지』의 기록을 통해 이 유적의 중요성과 옛 강릉부의 역사와 문화를 알려준다는 점에서도 중요한 유적으로 평가받고 있다.

## 명칭 변경
강릉 임영관은 1993~1994년 발굴조사 결과 객사(客舍)인 ' 임영관'의 유구가 확인되어 1994년 7월 사적으로 최초 지정되었으며 당시 지정명칭은 '강릉임영관지(江陵臨瀛館止)'였다. 2005년 9월에는 주변의 관아지를 추가 지정하였고 2006년 객사 건물이 복원되면서 2011년에는 지정명칭이 '강릉 임영관(江陵 臨瀛館)'으로 변경되었다.
현재 지정구역 내에는 객사를 비롯하여 지방관의 집무처인 동헌(東軒)과 아문의 운루 등이 복원되어 있으며, 관청 건물인 칠사당(강원도 유형문화재 제7호) 등이 자리하고 있다. 이에 객사 영역을 지칭하는 '강릉 임영관'의 지정명칭 변경 필요성이 제기되어, 강릉이 고려 말 ~ 조선시대 대부분의 기간 동안 '강릉대도호부'로 명명된 점 과 '관아'가 객사, 동헌 등 읍치 공간을 아우르는 점 등을 고려하여 '강릉대도호부 관아'로 지정명칭이 변경되었다.
다만, 복원된 강릉대도호부 동헌이 실제 동헌이었는가 하는 점에 대해 일부에서 의문을 제기하고 있다.

## 현지 안내문
강릉 임영관지는 강릉부 객사 건물인 임영관의 터이며, 객사(客舍)는 지방으로 출장온 중앙관리의 숙소로 사용하였던 곳이다. 강릉의 객사는 "강릉부 읍지"(江陵府 邑誌) 건치 연혁에 따르면 '고려 태조 19년인 936년에 강릉을 동원경(東原京)이라 칭하고 임영관을 창건' 하였다고 기록되어 있으며 창건 당시의 규모 등은 확인할 수 없고 여러 차례에 걸쳐 중창되어 왔으며 일제시대 강릉 공립보통학교가 세워지면서 철거되었다.
강릉시청사 신축을 위해 수목의 채굴과 구 강릉경찰서 지하구조물의 철거 과정에서 임영관 건물지 및 조선시대·고려시대의 건물하부구조와 다량의 유물이 출토되어 1994년 7월 11일 사적 제388호로 지정되었다. 2000년부터 전통문화도시 도심관아유적 복원사업의 일환으로 임영관지내 전대청(殿大廳)·중대청(中大廳)·동대청(東大廳)·서헌(西軒)의 4개동 건물을 비롯한 석축, 담장 등 복원을 추진하여 2006년 완료하였다.
임영관지는 객사문 및 부사(府使)가 업무를 살폈던 칠사당(七事堂)과 함께 강릉의 관청건물 연구에 귀중한 자료를 제공하고 있다.

## 같이 보기
- 강릉 임영관 삼문 - 강원도 유형문화재 제7호

## 참고 자료
- 강릉대도호부 관아 - 국가유산청 국가유산포털
- 강릉 동헌과 객사 - 한국의 성지와 사적지